# EUBG 2014 II
Die EUBG 2014 II oder EUBG 2014-2 ist eine EU Battlegroup von etwa 3000 Soldaten aus Belgien, Deutschland, Luxemburg, Spanien, den Niederlanden und Mazedonien. Ihr erster Einsatz als EU-Battlegroup fand im zweiten Halbjahr 2014 statt.

## Zusammensetzung und Ausrüstung
Das EUBG 2014 II setzte sich wie folgt zusammen:

### Belgisches Kontingent
Belgien stellte truppenmäßig mit 1.800 Soldaten den größten Anteil. Es formte eine binationale Infanterie Task Force zusammen mit den Niederlanden, die sich aus vier Kampfeinheiten zusammensetzte. Die beiden niederländischen Einheiten waren eine schwere Infanterieeinheit und eine Kompanie mit Einmann-Luftabwehrraketen; die beiden belgischen Einheiten waren eine leichte Infanterie auf Dingo 2 und eine Kompanie auf Piranha IIICs mit DF90 (Direct-Fire-90-mm-Kanone). Die belgische Helikoptergruppe war mit sechs Agusta A109 ausgerüstet.

### Niederländisches Kontingent

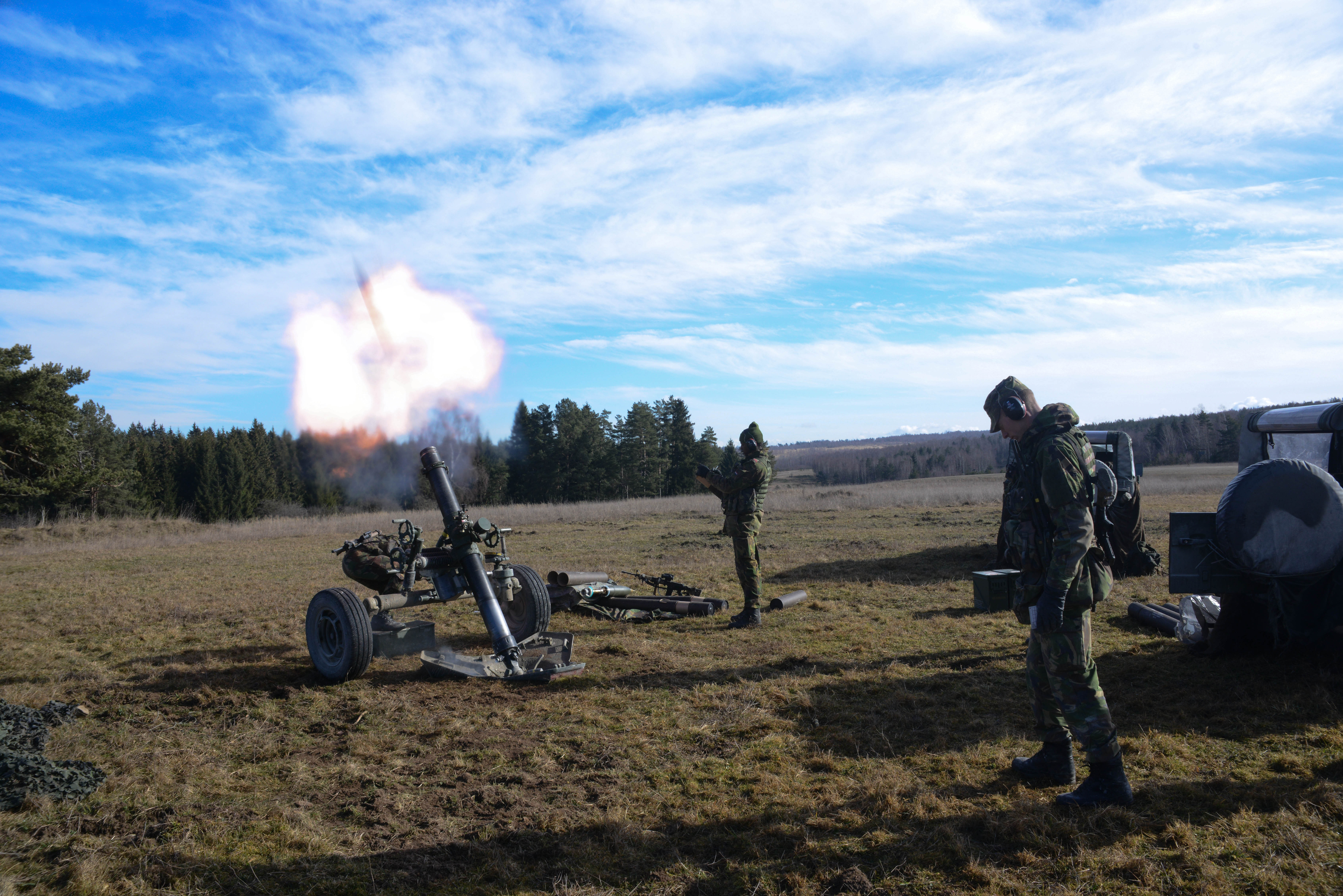
Niederländische Artillerieübung während des Manövers „Rampant Lion“

Die Niederlande stellten 745 Soldaten:
- 14 CV90s mit 220 Infanteristen;
- 14 Bushmasters mit 180 Soldaten der 11 Luchtmobiele Brigade;
- 2 Helikopter Abteilungen (Chinook) mit 180 Soldaten;
- 65 Stabssoldaten für die belgischen Force Headquarters und Infanterie Task Force;
- 100 National Support Element Abteilungen (Logistik und Feldmediziner).

### Deutsches Kontingent
Deutschland stellte Sikorsky-CH-53E-Super-Stallion-Helikopter.

### Spanisches Kontingent
Spanien stellte Feldartillerie (155 mm Kaliber), eine Elektronische Aufklärungseinheit (SIGINT) und in Zugstärke Luftverteidigungstruppen, neben einem Team aus belgischen und spanischen Pionieren sowie ein Team für Psychologische Kriegsführung.

### Luxemburgisches Kontingent
Luxemburg stellte einen Spähtrupp in Kompaniestärke.

### Mazedonisches Kontingent
Mazedonien war außerordentlicher Teilnehmer, da das Land weder Mitgliedstaat der EU noch der NATO ist.

## Manöver
Zur Vorbereitung auf den Einsatz als EU-Battlegroup fand zunächst im Februar 2014 ein Manöver der EUBG 2014 II mit Namen „Rampant Lion“ in Grafenwöhr statt. Anschließend im Juni 2014 unternahm das EUBG 2014 II ein zweites Manöver in den Ardennen mit dem Codenamen „Quick Lion“.